# 无还本续贷
无还本续贷本质上是通过新发放的贷款来还清已有的贷款。

## 起源
2013年4月泉州银行推出了“无间贷”，这可视为“无还本续贷”的雏形。
2014年7月24日，中国银行业监督管理委员会发布ICP备05072642号《中国银监会关于完善和创新小微企业贷款服务 提高小微企业金融服务水平的通知 银监发[2014]36号》（可简称为36号文）。其中有这么一段话，“对流动资金周转贷款到期后仍有融资需求，又临时存在资金困难的小微企业，经其主动申请，银行业金融机构可以提前按新发放贷款的要求开展贷款调查和评审。”2016年中华人民共和国中央人民政府在《中国银监会关于进一步落实小微企业金融服务监管政策的通知》这一文件中就已经提到了“无还本续贷”的概念。在《关于做好2017年小微企业金融服务工作的通知》内又有提到“无还本续贷”。

## 有关该方面的限制
截至2018年8月8日，中国银保监会及其他有关部门还没有提到无还本续贷的次数限制的文件。但36号文中提到：“符合下列条件的小微企业，经银行业金融机构审核合格后可以办理续贷：
（一）依法合规经营；
（二）生产经营正常，具有持续经营能力和良好的财务状况；
（三）信用状况良好，还款能力与还款意愿强，没有挪用贷款资金、欠贷欠息等不良行为；
（四）原流动资金周转贷款为正常类，且符合新发放流动资金周转贷款条件和标准；
（五）银行业金融机构要求的其他条件。
银行业金融机构同意续贷的，应当在原流动资金周转贷款到期前与小微企业签订新的借款合同，需要担保的签订新的担保合同，落实借款条件，通过新发放贷款结清已有贷款等形式，允许小微企业继续使用贷款资金。”这限制了无还本续贷的使用范围和对象。

## 优势
央视新闻联播在2018年8月4日对山东省德州某家生产辣酱的企业进行了报道，高度评价了“无还本续贷”，认为这是山东省的创新举措和实践。

山东德州银监分局副局长王国恩表示：“有中小企业局的推荐，目前办理无还本续贷业务后，还没有发现一笔不良贷款，这就实现了双赢。”

## 劣势
一些评论认为，这一举措可能导致银行隐藏不良情况。

董希淼也在《每日经济新闻》向记者表示无还本续贷具有一定风险，地方政府和监管部门不应该强制推行无还本续贷，判断权要交给银行。